# Svedlandet
Svedlandet är ett fritidshusområde och sedan 2015 en småort på norra Ljusterö i Österåkers kommun.